# Шашков, Виктор Григорьевич
Виктор Григорьевич Шашков (20 декабря 1922, Нижегородская область — 8 июля 1991, Москва) — командир танкового взвода 198-го танкового полка 6-й гвардейской кавалерийской дивизии 3-го гвардейского кавалерийского корпуса 1-го Прибалтийского фронта. Генерал-майор. Герой Советского Союза.

## Биография
Родился 20 декабря 1922 года в деревне Анисимово ныне Ковернинского района Нижегородской области в крестьянской семье. Русский. Член ВКП(б)/КПСС с 1943 года. Окончил 7 классов, а в 1940 году — политпросветшколу в городе Горьком. Работал счетоводом пункта «Заготзерно» в городе Семёнов, заведующим избой-читальней в деревне Протазаново Горьковской ныне Нижегородской области, инспектором политпросветработы района.
В Красной Армии с июля 1941 года. В 1943 году окончил Горьковское танковое училище. В действующей армии с августа 1943 года. Воевал на Западном, 2-м Прибалтийском, 2-м и 3-м Белорусских фронтах.
Танковый взвод 198-го танкового полка 6-й кавдивизии под командованием лейтенанта Виктора Шашкова с группой спешенных кавалеристов 14 декабря 1943 года у деревни Якушенки Городокского района Витебской области Белоруссии при отражении контратаки уничтожил пять танков противника, овладел рубежом южнее деревни Малашенка и в течение трех суток удержал его до подхода подкрепления, чем содействовал завершению окружения и уничтожения группировки вражеских войск в районе Езерище — Бычиха.
Указом Президиума Верховного Совета СССР от 4 июня 1944 года за образцовое выполнение боевых заданий командования на фронте борьбы с немецко-фашистским захватчиками и проявленные при этом мужество и героизм лейтенанту Шашкову Виктору Григорьевичу присвоено звание Героя Советского Союза с вручением ордена Ленина и медали «Золотая Звезда».
День Победы капитан Шашков В. Г. встретил на Эльбе. Участвовал в историческом Параде Победы на Красной Площади в Москве 24 июня 1945 года.
После войны офицер-танкист продолжал службу в Вооружённых Силах СССР. В 1948 году он окончил Ленинградскую высшую офицерскую бронетанковую школу, а в 1955 году — Военную академию бронетанковых войск (с золотой медалью).
Служил на командных и командно-штабных должностях. Командовал полком, служил начальником штаба танковой дивизии, заместителем начальника штаба Центральной группы войск, в Генеральном штабе, с 1975 года — заместитель начальника управления Главного штаба Сухопутных войск.
В феврале 1978 года постановлением Совета Министров СССР полковнику Шашкову В. Г. присвоено воинское звание «генерал-майор».
С 1983 года генерал-майор Шашков В. Г. — в отставке. Занимался общественной работой, возглавляя Совет ветеранов 3-го гвардейского кавалерийского корпуса. Жил в городе-герое Москве. Скончался 8 июля 1991 года. Похоронен на Кузьминском кладбище в Москве.

## Награды и звания
Награждён орденом Ленина, двумя орденами Отечественной войны 1-й степени, орденом Отечественной войны 2-й степени, двумя орденами Трудового Красного Знамени, тремя орденами Красной Звезды, орденом «За службу Родине в Вооружённых Силах СССР» 3-й степени, 25-ю медалями СССР и иностранных государств.

## Фильмография
Являлся главным военным консультантом на съёмках ряда фильмов:
- 1977 — Весенний призыв
- 1972 — Горячий снег
- 1976 — Аты-баты, шли солдаты…
- 1980 — Испанский вариант
- 1985 — Снайперы